# 通海文庙
通海文庙，位于云南省玉溪市通海县秀山街道，始建于明洪武二十五年（1392年），后多次重修。通海文庙坐南向北，布局为右庙左学:105-107，现存照壁、泮池、文明坊、大成门、大成殿、两庑、崇圣祠、尊经阁等:45。大成殿五开间，单檐歇山顶建筑:105-107。1998年11月13日公布为第五批云南省文物保护单位。2006年5月25日公布为第六批全国重点文物保护单位（秀山古建筑群子项）。